# السبت الأسود (ألبوم)
بلاك سابث (بالإنجليزية: Black Sabbath)‏ هو اسم الألبوم الأول لفرقة موسيقى الميتال الإنجليزية بلاك سابث. صدر الألبوم يوم 13 فبراير 1970 في المملكة المتحدة و1 يونيو 1970 في الولايات المتحدة، ووصل الألبوم إلى المركز الثامن في لائحة الألبومات الأكثر مبيعاً في المملكة المتحدة والمركز 23 في اللائحة الأمريكية.
على الرغم من أن الألبوم استقبل بفتور من قبل معظم نقاد الموسيقى المعاصرة حين إصداره، إلا أن شعبيته ازدادت عبر الزمن وأصبح يعتبر من أوائل ألبومات موسيقى الميتال، وبالتالي تعد فرقة بلاك سابث من المؤسسين وأصحاب الفضل في ولادة وتطور هذه الموسيقى.
تلقى السبت الأسود مراجعات سلبية بشكل عام من النقاد عند إصداره ولكنه حقق نجاحًا تجاريًا، حيث وصل إلى المركز الثامن في مخططات ألبومات المملكة المتحدة ورقم 23 في مخطط Billboard Top LPs بالولايات المتحدة. لقد حصل على إعادة تقييم بأثر رجعي كواحد من أعظم ألبومات الهيفي ميتال وأكثرها تأثيرًا على الإطلاق. تم تضمين بلاك سابث في الكتاب المرجعي الموسيقي لروبرت ديميري لعام 2005 بعنوان 1001 ألبوم يجب أن تسمعه قبل أن تموت.
.

## التسجيل
حسب ما يقول مؤسس الفرقة عازف الإيتار توني آيومي، تم تسجيل الالبوم في يوم واحد بتاريخ الـ16 من أكتوبر عام 1969.استغرقت جلسة التسجيل 12 ساعة. يقول آيومي: 
قمنا بالذهاب فقط إلى الاستوديو وسجلنا الالبوم، قمنا بعزف مجموعة اغانينا عزفاً حيّاً وهذا كان كل شيء. ظننّا في الواقع ان يوماً كاملا سيكون وقتا طويلا نوعا ما، بعدها توجهنا إلى سويسرا في اليوم التالي للعزف لقاء 20 جنيه استرليني. 

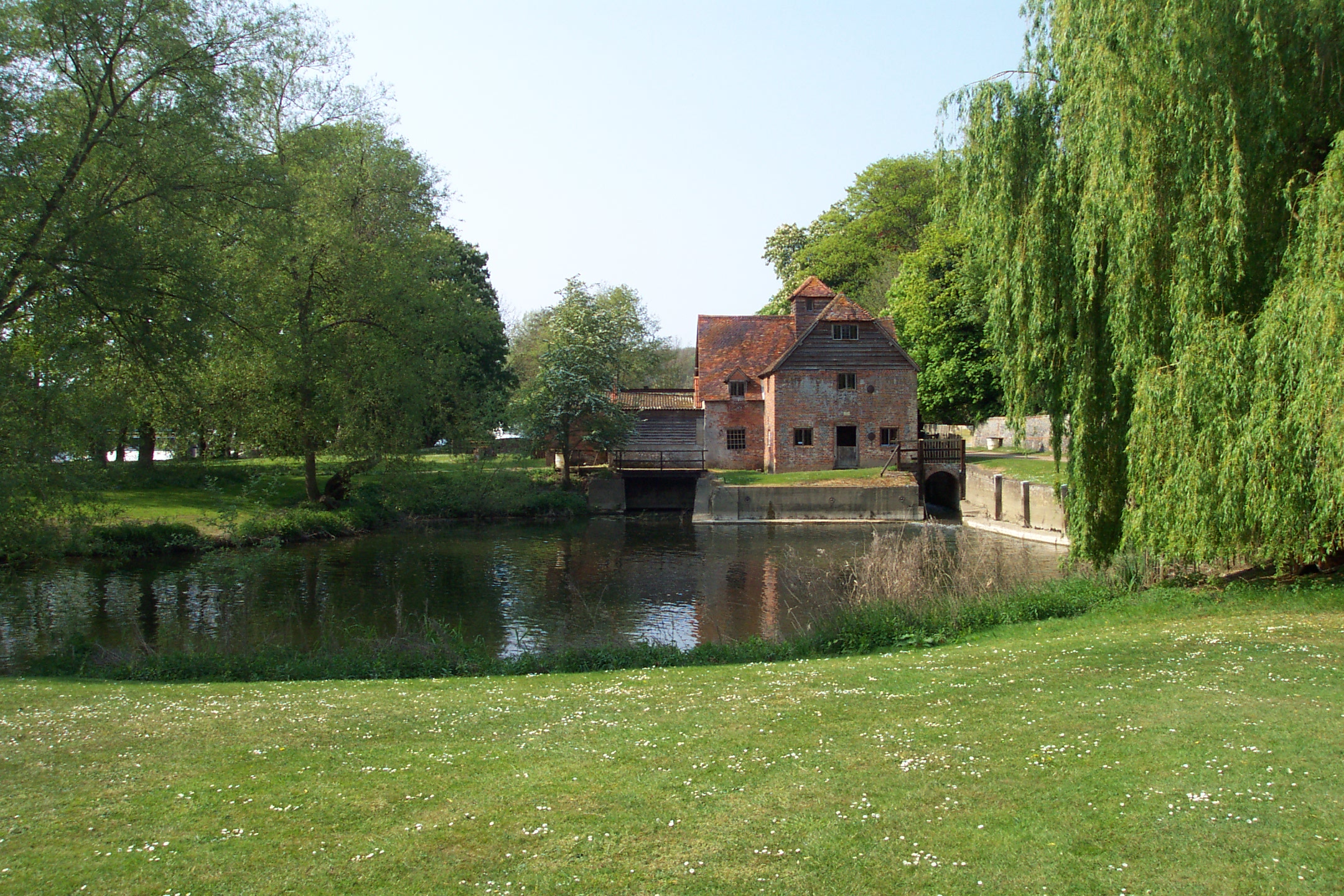
طاحونة مابليدورهام المائية، والتي ظهرت في صورة غلاف الألبوم

بجانب التأثيرات الصوتية للاجراس والرعد والمطر التي اضيفت إلى الأغنية الافتتاحية للالبوم، والعزف الفردي المزدوج في أغنية "N.I.B" لم يتم في الواقع إضافة أي عزف اضافي للالبوم. يتذكر آيومي حول التسجيل الحي: 
اعتقدنا، بأن لدينا يومان للتسجيل ويوم آخر لمزج الالبوم، لذلك قمنا بالعزف الحي. كان اوزي (اوزبورن) يقوم بالغناء في نفس الوقت، وضعناه في حجرة معزولة وباشرنا بالعزف، معظم الاغاني تم تسجيلها منذ المحاولة الأولى دون إعادة عزفها.
إن مفتاح الصوت الجديد للفرقة في هذا الالبوم يكمن في أسلوب العزف المميز لـ آيومي والذي قام بتطويره بعد تعرضه لحادث في مصنع للصفائح المعدنية حيث كان يعمل في سن الـ 17 من عمره حيث فقد اثنين من رؤوس اصابعه الوسطى. فقام آيومي بصنع زوج من رؤوس الاصابع المزيفة مستخدماً قطعة بلاستيكية من قنينة مسحوق غسل الأواني ثم قام بخفض صوت الاوتار في غيتاره لتسهيل عملية ثني الاوتار، الأمر الذي خلق صوت هائل وثقيل. «كنت اقوم بعزف عدة اوتار وكان عليّ ان اعزف على الوتر الخامس لعدم استطاعتي العزف على الرابع بسبب اصابعي»- آيومي وهو يشرح لـ فيل اليكساندر في مقابلة مع مجلة (Mojo) عام 2013. 
ساعدني ذلك على تطوير اسلوبي في العزف، بواسطة ثني الاوتار وضرب الوتر المفتوح في نفس الوقت لجعل الصوت أكثر غلاضة.
في نفس المقالة يضيف عازف البايس غيتار غيزر باتلر، «في ذلك الوقت كان المفروض ان يقوم عازف البايس غيتار بغزف جميع الايقاعات، الا اني لم اكن اعرف كيفية القيام بذلك لانني كنت عازف غيتار، لذلك فإن كل ما قمت به هو متابعة لحن آيومي. هذا ما جعل الصوت أثقل».
بدأ آيومي بتسجيل الالبوم مستخدماً غيتار من نوع (Fender Stratocaster) ابيض اللون، والذي كان الإيتار الذي قام باختياره ذلك الوقت، إلا ان عطلاً أجبره على انهاء التسجيل مستخدماً غيتار من نوع (Gibson SG) وهو غيتار كان قد اشتراه مؤخراً الا انه لم يعزف عليه ابدأ. لقد كان نموذج هذا الإيتار ذو يدة يمنى مما جعل من آيومي «الاشول» ان يقوم بمسكه راساً على عقب. بعد فترةٍ وجيزة من تسجيل الالبوم، التقى بعازف غيتار من نوع (Gibson SG) ذو يدة يسرى وكان يستخدمه راساً على عقب، فإتفق الاثنين على تبادل الغيتارات، هذا هو غيتار الـ (SG) الذي حوّره آيومي وبعدها قام بوضعه للعرض في مقهى هارد روك كافيه. (Hard Rock Café)

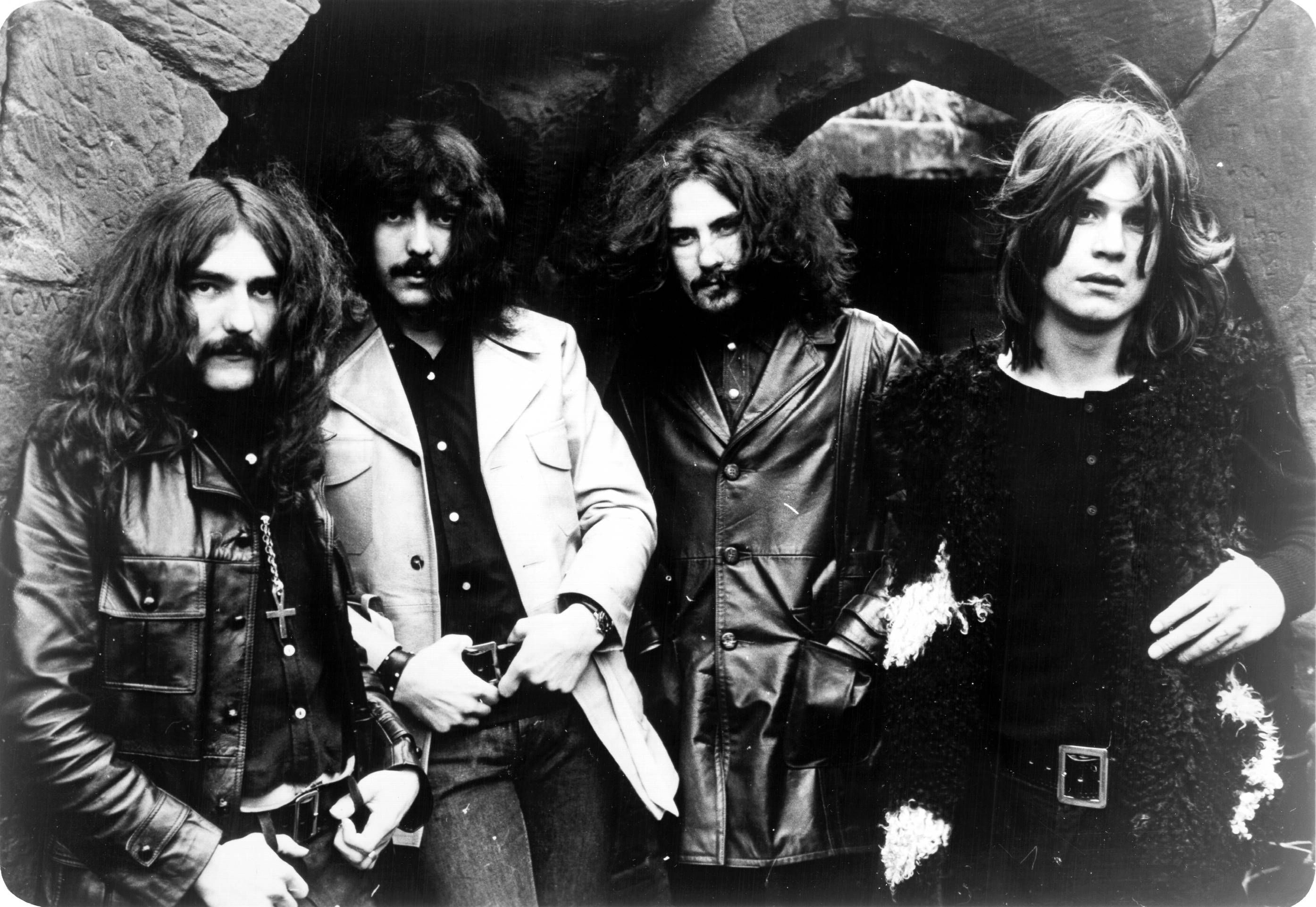
السبت الأسود في عام 1970. من اليسار إلى اليمين: بتلر، إيومي، وارد، أوزبورن.

لطالما تحدث مطرب الفرقة اوزي اوزبورن بولع حول تسجيل الالبوم الأول، حيث يقول في كتاب مذكراته "حال انتهائنا، امضينا ساعتين باضافة عزف مزدوج لبعض مقاطع الإيتار ومقاطع الغناء، هذا كان كل شيء وثم انتهينا. بعدها كنا في الحانة. لا اعتقد ان الأمر استغرق أكثر من 12 ساعة. "حسب رأيي" هكذا يجب أن يتم إنتاج الالبومات. يتفق مع ذلك طبّال الفرقة بيل وارد، حيث يذكر لمجلة (Guitar World) عام 2001, "اعتقد ان الالبوم الأول غير قابل للتصديق بكل معاني الكلمة، انه بسيط، وهناك احساس مطلق بالتجانس، لم يتم تغيير الالبوم بأي طريقة أو شكل أو هيئة. لم نكن بالغي العمر بما يكفي لأن نكون اذكياء. احببت الالبوم كله بما في ذلك الاخطاء!" 

## وصلات خارجية
- السبت الأسود على موقع أول موفي (الإنجليزية)